# Émile Diot
Pour les articles homonymes, voir Diot.

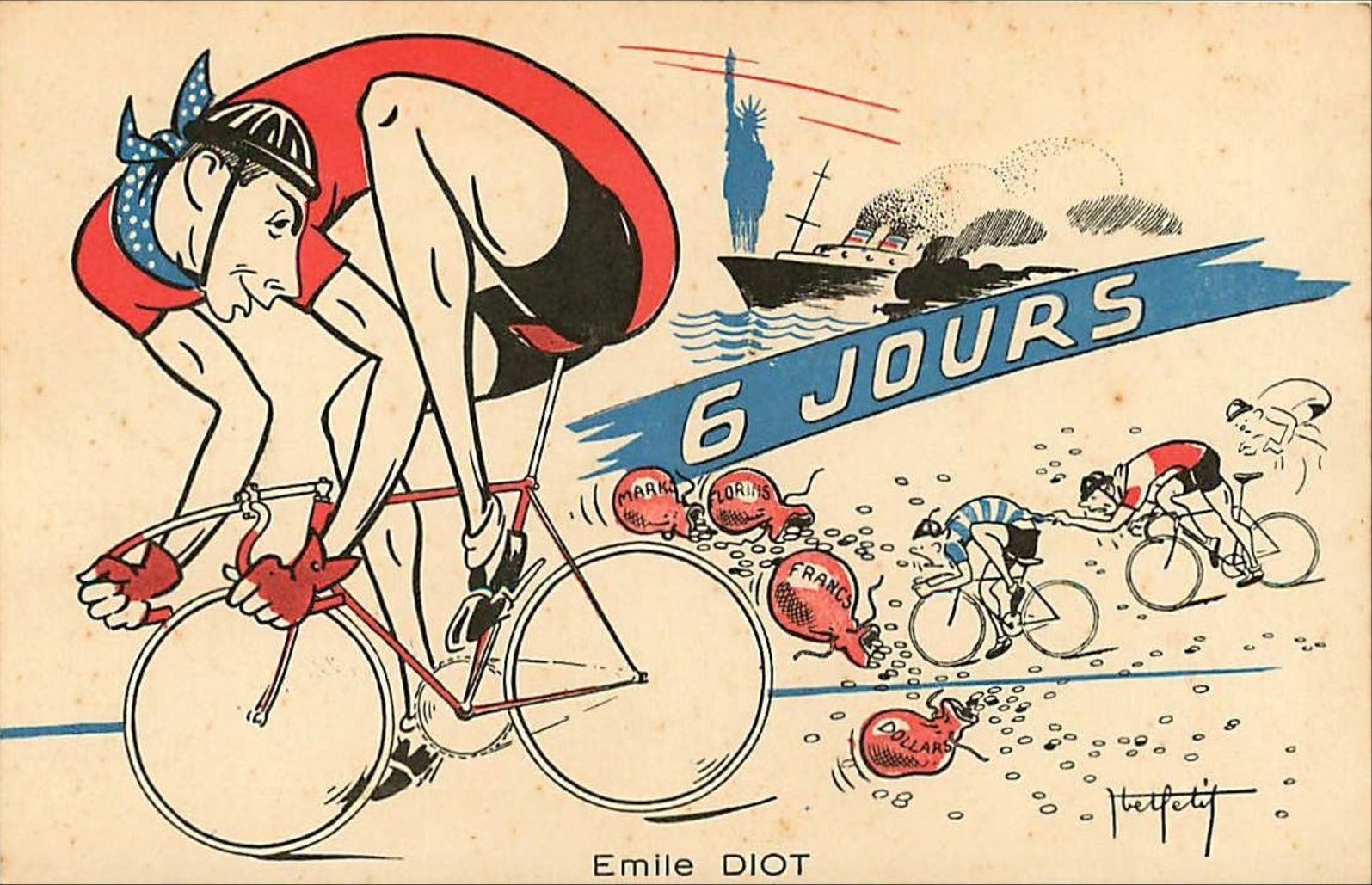
Carte postale Émile Diot, lors des Six jours de New York.

Émile Diot, né le 3 juillet 1912 à Osmery (Cher) et mort le 10 juin 1940 à Villeparisis,, est un coureur cycliste français. Il courut des Six-Jours. Mobilisé au 5e escadron du train des équipages militaires, pendant la Seconde Guerre mondiale, mort pour la France en juin 1940, il repose à la nécropole nationale de Fleury-les-Aubrais.

## Biographie
Il est membre de Lutèce Sportif. En 1930, il est routier, gagnant quinze courses pendant la saison (il ne s’agissait pas de courses retentissantes, mais qui rassemblaient cependant quelques champions).
En 1931-1932, il gagne deux américaines au « Vel'd'Hiv » avec Fernand Wambst, et termine second de la grande finale de la Médaille derrière Louis Chaillot.  Il accumule par la suite les succès sur la piste : 7 américaines à la « Cipale », ainsi que 43 courses en 1932 comme indépendant.Il passe professionnel en 1932.
Il est le père du journaliste sportif Richard Diot, né en 1937[réf. souhaitée].
Le Prix Émile Diot est créé en son hommage.

## Palmarès
- 1933
  - 2e du Prix Goullet-Fogler

- 1936
  - 2e des Six jours de Paris
  - 3e des Six jours de New York
  - 3e des Six jours de Londres à Wembley, Empire Pool[5]
  - 1er des Six jours de Chicago (b) avec Émile Ignat
  - 1er du Prix Émile Bouhours derrière cyclomoteur

- 1937
  - 1er des Six jours de Chicago avec Émile Ignat,
  - 2e des Six jours de Chicago(b)
  - 2e des Six jours de Londres à Wembley, Empire Pool[6]
  - 2e des Six jours de New York(b)
  - 2e Montréal, Six Jours
  - 2e des Six jours de New York

- 1938
  - 2e des Six jours de Paris
  - 3e du Prix du Salon d'américaine avec Fernand Wambst
  - 1er du Prix Goullet-Fogler avec Fernand Wambst
  - 3e du Prix Hourlier-Comès

- 1939
  - 1er du Prix Dupré-Lapize avec Fernand Wambst
  - 2e des 100 milles au Vél' d'Hiv' avec Fernand Wambst[7],[8]
- 1940
  - Américaine internationale au Vél' d'Hiv' avec Fernand Wambst[9]
  - Prix Dupré-Lapize avec Fernand Wambst[10]